# Frederik IV van Thüringen
Frederik IV van Thüringen bijgenaamd de Vredevolle en de Eenvoudige (30 november 1384 - Weißensee, 7 mei 1440) was van 1406 tot aan zijn dood de laatste onafhankelijke landgraaf van Thüringen. Hij behoorde tot het huis Wettin.

## Levensloop
Frederik IV was de zoon van landgraaf Balthasar van Thüringen en diens eerste echtgenote Margaretha, dochter van burggraaf Albrecht van Neurenberg. Balthasar had het landgraafschap Thüringen in 1382 gekregen via de deling van Chemnitz en was in staat om zijn domeinen voor een groot deel uit te breiden door verschillende schermutselingen met de lokale adel. In 1406 volgde hij zijn vader op als landgraaf van Thüringen.
Landgraaf Balthasar van Thüringen wilde Frederik IV uithuwelijken met Elisabeth van Görlitz, een kleindochter van keizer Karel IVvan het Heilige Roomse Rijk. Dit mislukte echter en in 1407 huwde Frederik met Anna (overleden in 1431), een dochter van graaf Gunther XXX van Schwarzburg-Blankenburg. Het huwelijk bleef echter kinderloos.
Frederik werd beschouwd als een zwak heerser die op sommige momenten zeer afhankelijk was van de invloed van zijn vrouw en haar familie. Om zijn kwistige hofleven te kunnen financieren, verkocht hij meer en meer land en titels. In 1436 vaardigde hij een decreet uit dat alle Joden uit het landgraafschap Thüringen verbande. 
In 1440 stierf hij in het kasteel Runneburg in Weißensee. Omdat hij geen nakomelingen had, werden zijn bezittingen geërfd door zijn twee neven: keurvorst Frederik II van Saksen en diens broer Willem III. Een jaar eerder had hij aan hen zijn verst aangelegen gebieden verkocht voor 15.000 gulden. Deze erfopvolging zou in 1445 de Deling van Altenburg en de Saksische Broederoorlog veroorzaken.